# Casa Escofet (Vilanova i la Geltrú)
La casa Escofet és un edifici de Vilanova i la Geltrú (Garraf) catalogat com a bé cultural d'interès local.

## Descripció
Té una planta sensiblement rectangular de crugia única. Es compon de planta baixa i dos pisos. La coberta és plana i en sobresurt un cos central de golfa amb coberta de teula àrab. Hi ha una escala central amb accés lateral a la planta baixa. La part posterior de la planta baixa és coberta per un terrat. Les parets de càrrega són de paredat comú i totxo. Els forjats són de biguetes de fusta i revoltó. L'escala és de volta catalana.
La portalada ocupa tota l'amplada de la façana amb dues obertures. Al primer pis hi ha un balcó central sustentat per volta de rajola que descansa sobre carteles laterals de totxo amb un portal. Al segon pis hi ha un balcó aixamfranat amb un portal. El coronament superior té tres obertures simulades, cornisa i barana de terrat d'obra i de ferro forjat.